# Cerro Escorial
Cerro Escorial es un estratovolcán en la frontera de Argentina y Chile. Es parte del grupo volcánico Corrida de Cori y su miembro más joven. Un cráter bien conservado de 1 kilómetro de ancho forma su área de cumbre. Los flujos de lava se encuentran en los territorios chilenos y los más pequeños en el lado argentino, el primero llegando hasta 3-4 kilómetros del volcán. Uno de estos está fechado hace 342,000 años.
Una erupción pliniana en El Escorial fue la fuente de la ignimbrita escorial dacítica. Los cambios pulsantes en el suministro de magma durante la erupción generaron una estructura de ignimbrita radial que se depositó en varios flujos. El magma fuente sufrió una contaminación cortical significativa y contiene venas de cuarzo, lo que indica que la ignimbrita interactuó con un sistema hidrotermal enterrado. Clastos líticos que incluyen material de sótano también están presentes. La ignimbrita tiene un volumen de aproximadamente 0.6 kilómetros cúbicos y entró en erupción hace 460,000 ± 10,000 años.

## Mina
Una mina de azufre se encuentra a 4 kilómetros al suroeste de Escorial. La minería cerró alrededor de 1983, quedando prácticamente abandonada.